# Episodi di Fallout
La prima stagione della serie televisiva Fallout, composta da otto episodi, è stata pubblicata sulla piattaforma streaming on demand Prime Video il 10 aprile 2024, in tutti i Paesi in cui è disponibile.
| nº | Titolo originale | Titolo italiano | Pubblicazione  |
| -- | ---------------- | --------------- | -------------- |
| 1  | The End          | La fine         | 10 aprile 2024 |
| 2  | The Target       | L'obiettivo     | 10 aprile 2024 |
| 3  | The Head         | La testa        | 10 aprile 2024 |
| 4  | The Ghouls       | Il ghoul        | 10 aprile 2024 |
| 5  | The Past         | Il passato      | 10 aprile 2024 |
| 6  | The Trap         | La trappola     | 10 aprile 2024 |
| 7  | The Radio        | La radio        | 10 aprile 2024 |
| 8  | The Beginning    | Il principio    | 10 aprile 2024 |

## La fine
- Titolo originale: The End
- Diretto da: Jonathan Nolan
- Scritto da: Geneva Robertson-Dworet e Graham Wagner

### Trama
Los Angeles, 2077. L'attore Cooper Howard e sua figlia sono ingaggiati presso una facoltosa famiglia per un intrattenimento alla festa di compleanno del loro figlio. Nel bel mezzo della festa si scatena un attacco nucleare, e i padroni di casa, come tutte le persone benestanti della nazione, si mettono al riparo nel loro rifugio antiatomico soprannominato Vault, lasciando gli astanti fuori in balìa delle radiazioni.
219 anni dopo, Lucy MacLean vive nel Vault 33 e, per contribuire attivamente al benessere della comunità e tenere accesa la candela della civiltà, si propone di trovare un compagno per il matrimonio, escludendo i propri parenti dalla scelta. Si candida quindi allo scambio triennale con il vicino Vault 32. Durante la festa di nozze si scopre che gli ospiti del Vault 32 sono predoni travestiti, capeggiati da Lee Moldaver, che si finge la soprintendente del Vault 32. Il padre di Lucy, Hank MacLean, viene catturato e portato fuori nel mondo esterno. Durante un’assemblea con i rimanenti sopravvissuti del Vault 33, Lucy propone di mandare una squadra a cercare suo padre, però la proposta è bocciata. Così prende la decisione di risalire da sola in superficie e mettersi alla ricerca di suo padre, uscendo dal Vault 33 grazie all'aiuto del proprio fratello e del proprio cugino.
Nel mondo esterno c’è la Confraternita d'Acciaio, un'organizzazione che si è prefissata l’intento di proteggere la Zona Contaminata. Al suo interno ci sono gli Apprendisti, i quali alla fine dell’addestramento diventeranno Scudieri con lo scopo di essere affiancati ai Cavalieri, per la ricerca e identificazione di tecnologia pre-bellica. Tra di loro c’è l’apprendista Maximus che, nonostante un'esistenza sin dall’inizio tutt’altro che facile, è promosso scudiero del cavaliere Titus con il compito di mettersi alla caccia di un membro fuggito dall’Enclave che si ritiene sia in possesso di un oggetto il quale potrebbe distruggere o salvare la nazione.
Allo stesso tempo, tre cacciatori di taglie, Slim, Honcho e Biggie, sono alla ricerca del sopravvissuto Cooper Howard, che si trova sepolto vivo in una tomba e trasformato dalle radiazioni in un Ghoul, abitante nei cimiteri che si nutre di cadaveri. Dopo averlo riesumato, gli prospettano l’offerta di unirsi a loro nella caccia a quello stesso membro fuggito dall'Enclave, e d’incassare con loro la taglia. Dopo aver appreso l’informazione che il membro dell'Enclave è diretto dalla Moldaver in California, Howard respinge l’offerta facendo nascere uno scontro a fuoco, in cui uccide i tre cacciatori, per poi avviarsi alla caccia per conto proprio.
- Guest star: Sarita Choudhury (Lee Moldaver), Leslie Uggams (Betty Pearson), Michael Cristofer (Anziano Quintus), Johnny Pemberton (Thaddeus), Mykelti Williamson (Honcho), Matt Berry (Mr. Handy), Zach Cherry (Woody Thomas), Dave Register (Chet), Annabel O'Hagan (Stephanie Harper), Rodrigo Luzzi (Reg McPhee), Cameron Cowperthwaite (Monty), Jacinto Taras Riddick (Felix), Joel Marsh Garland (Biggie), Mike Doyle (Bob Spencer), Janie Brookshire (signora Spencer).

## L'obiettivo
- Titolo originale: The Target
- Diretto da: Jonathan Nolan
- Scritto da: Geneva Robertson-Dworet e Graham Wagner

### Trama
In una struttura dell'Enclave, il dottor Siggi Wilzig sviluppa un misterioso dispositivo blu prima di iniettarselo nel collo. Fugge dalla struttura con il suo cane sperimentale, CX404. Nel deserto, Lucy si imbatte in Wilzig, che la esorta a tornare nel suo Vault. Maximus e Titus iniziano la loro ricerca e vengono attaccati da uno Yao Guai, un orso mutante. Titus viene ferito gravemente, ma il suo maltrattamento nei confronti di Maximus spinge lo scudiero a lasciarlo morire prima di prendere per sé l'armatura atomica del cavaliere. Lucy si riunisce con Wilzig a Filly, dove tenta di organizzare il passaggio sicuro per Moldaver. Cercando la taglia, Howard li attacca ma viene distratto da Maximus, permettendo a Lucy di fuggire con Wilzig. Il cane CX404 viene ferito e lasciato indietro, ma Howard lo guarisce per rintracciare Wilzig. Ferito a morte, Wilzig ingerisce del cianuro e incarica Lucy di decapitarlo e di consegnare la sua testa a Moldaver per avere in cambio suo padre.
- Guest star: Michael Emerson (Dott. Siggi Wilzig), Michael Rapaport (cavaliere Titus), Dale Dickey (Ma June), Jon Daly (venditore ciarlatano), Michael Abbott Jr. (bifolco).

## La testa
- Titolo originale: The Head
- Diretto da: Jonathan Nolan
- Scritto da: Geneva Robertson-Dworet e Graham Wagner

### Trama
Maximus si fa passare per Titus mentre la Confraternita assegna un nuovo scudiero, Thaddeus, poiché crede che Maximus sia morto. Lucy viene attaccata da un gulper che inghiotte la testa di Wilzig. Howard arriva con CX404 e usa Lucy come esca per attirare fuori il mostro, ma i prodotti chimici che mantengono la sua salute vengono distrutti nel tentativo. Howard abbandona CX404 e si allontana con Lucy come sua prigioniera. Maximus e Thaddeus seguono il mostro nello stesso luogo, sconfiggendolo e recuperando la testa, assumendo il controllo di CX404. Nel frattempo, al Vault 33, Norm propone al consiglio di giustiziare per omicidio i predoni catturati, ma la proposta viene respinta. Nel 2077, prima della guerra, Howard diventa un famoso portavoce per la Vault-Tec su suggerimento della moglie, che è un'importante dirigente dell'azienda.
- Guest star: Johnny Pemberton (Thaddeus), Frances Turner (Barb Howard), Leslie Uggams (Betty Pearson), Zach Cherry (Woody Thomas), Dave Register (Chet), Annabel O'Hagan (Stephanie Harper), Rodrigo Luzzi (Reg McPhee).

## Il ghoul
- Titolo originale: The Ghouls
- Diretto da: Daniel Gray Longino
- Scritto da: Kieran Fitzgerald

### Trama
Nel Vault 33, Norm si insospettisce dopo uno scambio con un predone prigioniero. Insieme a Chet esplora il Vault 32, scoprendo che i suoi abitanti sono morti due anni prima a causa di lotte interne e che qualcuno ha usato il Pip-Boy di sua madre Rose per far entrare i predoni. Il Vault è inoltre cosparso di scritte sui muri che alludono a un terribile segreto custodito dal Vault 31.
In superficie, Howard vende Lucy a una banda di venditori di organi in cambio di farmaci, prima di collassare. Sul punto di essere squartata da un Mr. Handy omicida chiamato Snip Snip, Lucy reagisce e libera i ghoul prigionieri dei ricettatori. La maggior parte di loro scappa, ma nelle gabbie erano tenuti anche alcuni ghoul ferali che li attaccano e Lucy è costretta a uccidere per la prima volta. Se ne va, ma non prima di aver dato a Howard le medicine di cui aveva bisogno. Questi si risveglia quando Lucy si è già allontanata, trangugia il contenuto dei flaconi e, in preda all'euforia, irrompe nel covo dei ricettatori assumendo alcol e alcune sostanze stupefacenti.
- Guest star: Matt Berry (Snip Snip), Leslie Uggams (Betty Pearson), Neal Huff (Roger), Michael Esper (Bud Askins), Zach Cherry (Woody Thomas), Dave Register (Chet), Annabel O'Hagan (Stephanie Harper), Rodrigo Luzzi (Reg McPhee), Matty Cardarople (Huey).

## Il passato
- Titolo originale: The Past
- Diretto da: Clare Kilner
- Scritto da: Carson Mell

### Trama
Maximus confessa a Thaddeus la sua vera identità; disgustato, Thaddeus disattiva la sua armatura atomica e se ne va con la testa di Wilzig e CX404. Lucy trova Maximus e i due decidono di lavorare insieme per recuperare la testa. Durante il viaggio, i due si imbattono nelle rovine di Shady Sands, un tempo fiorente città del dopoguerra e antica dimora di Maximus. Maximus viene ferito da una coppia di predoni cannibali che definisce "demoni" e, mentre cercano materiale medico in un edificio abbandonato della Vault-Tec, i due cadono accidentalmente nel Vault 4. 
Nel Vault 33, la presidente del consiglio Betty Johnson viene eletta soprintendente. Norm entra nel computer centrale del Vault 32 e scopre che il Vault 31 ha fornito i soprintendenti (compreso suo padre) per i Vault 32 e 33 sin dal giorno della caduta delle bombe. Betty ordina che il Vault 32 venga ripopolato dal 33 una volta ripulito dagli abitanti deceduti e dalle scritte sul Vault 31.
- Guest star: Johnny Pemberton (Thaddeus), Leslie Uggams (Betty Pearson), Zach Cherry (Woody Thomas), Dave Register (Chet), Annabel O'Hagan (Stephanie Harper), Rodrigo Luzzi (Reg McPhee).

## La trappola
- Titolo originale: The Trap
- Diretto da: Frederick E. O. Toye
- Scritto da: Karey Dornetto

### Trama
Nel Vault 4, Lucy e Maximus scoprono che il luogo accoglie persone provenienti da Shady Sands a differenza del Vault 33. Scoprono anche che una parte degli abitanti ha caratteristiche fisiche sorprendenti (un solo occhio, due nasi, occhi fluorescenti). Durante la loro visita, viene loro detto che al livello 12 è vietato l'accesso.
Mentre Maximus inizia ad abituarsi alla vita lussuosa del Vault, Lucy si imbatte in un rituale eseguito dagli abitanti durante il quale si spogliano e si applicano sul corpo una crema composta da ceneri degli abitanti morti. Si rende conto che sono tutti adoratori della "Fiamma Madre", che sembra essere Moldaver. Volendo convincere Maximus che il Vault 4 nasconde un terribile segreto, si avventura al livello 12 e scopre esperimenti che coinvolgono donne incinte criogenizzate e torture effettuate con bambini. Si fa sorprendere dagli scienziati e viene catturata.
Nel 2077, Howard gira réclame che promuovono i Vault della Vault-tec, ma la sua relazione con sua moglie si deteriora mentre quest'ultima sembra sempre più spaventata dalla minaccia nucleare. È poi invitato a una riunione segreta su un complotto che circonda Vault-tec. L'incontro è organizzato da una giovane Moldaver.
- Guest star: Sarita Choudhury (Lee Moldaver), Matt Berry (Sebastian Leslie), Chris Parnell (soprintendente Benjamin), Frances Turner (Barb Howard), Michael Esper (Bud Askins), Cherien Dabis (Birdie), Glenn Fleshler (Sorrel Booker), Dallas Goldtooth (Charles Whiteknife), Eric Berryman (Lloyd Hawthorne), Angel Desai (Cassandra Hawthorne).

## La radio
- Titolo originale: The Radio
- Diretto da: Frederick E. O. Toye e Clare Kilner
- Scritto da: Chaz Hawkins

### Trama
I residenti del Vault 4 si riuniscono mentre Lucy viene preparata per l'espulsione dal vault. Maximus se ne va con lei, dopo un breve conflitto con i residenti. Thaddeus abbandona CX404 e si mette in contatto con la Confraternita. Lucy e Maximus alla fine raggiungono Thaddeus; dopo aver appreso che si sta trasformando in un ghoul, fatto per cui la Confraternita lo metterebbe a morte, Thaddeus rinuncia alla testa. Lucy continua il suo viaggio da sola, mentre Maximus rimane indietro per distrarre la Confraternita. Norm entra segretamente nel Vault 31. Nel frattempo, Howard, dopo aver determinato la posizione di Moldaver, si riunisce con CX404. Nel 2077, una Moldaver più giovane (che all'epoca si chiamava Ms. Williams) rivela che il conglomerato bellico dietro Vault-Tec ha accantonato la sua ricerca sulla fusione fredda, nonostante il suo potenziale di fornire energia illimitata e di prevenire una guerra imminente. La donna convince Howard che non può fidarsi di sua moglie e che dovrebbe registrare tutte le sue conversazioni con il consiglio di amministrazione della società.
- Guest star: Sarita Choudhury (Lee Moldaver), Fred Armisen (DJ Carl), Chris Parnell (soprintendente Benjamin), Frances Turner (Barb Howard), Leslie Uggams (Betty Pearson), Johnny Pemberton (Thaddeus), Cherien Dabis (Birdie), Zach Cherry (Woody Thomas), Dave Register (Chet), Annabel O'Hagan (Stephanie Harper), Rodrigo Luzzi (Reg McPhee), Jon Daly (venditore ciarlatano), Dallas Goldtooth (Charles Whiteknife), Eric Berryman (Lloyd Hawthorne), Angel Desai (Cassandra Hawthorne), Erik Estrada (Adam).

## Il principio
- Titolo originale: The Beginning
- Diretto da: Wayne Yip
- Scritto da: Gursimran Sandhu

### Trama
Lucy e Norm, indipendentemente, apprendono la verità sulla guerra, mentre Howard si ricorda di quella verità. Prima della guerra, Howard origlia Barb e il suo collega Bud Askins, scoprendo che stanno gestendo in modo esplicito i piani della Vault-Tec di scatenare una guerra nucleare per eliminare i suoi concorrenti, assicurando la pace attraverso il monopolio sugli umani dei Vault. Howard incontra anche Betty Pearson e Hank MacLean della Vault-Tec. Norm scopre che il Vault 31 contiene i giovani dirigenti della Vault-Tec conservati criogenicamente, supervisionati dal cervello cyborg di Bud, che intrappola Norm nel Vault 31. Lucy consegna la testa a Moldaver, che rivela: da dove viene Hank; che Rose ha lasciato il Vault con i neonati Lucy e Norm; che Hank l'ha trovata e ha ripreso i bambini; e che Hank ha bombardato Shady Sands, trasformando Rose in un ghoul ferale. Maximus viene perdonato dalla Confraternita e si unisce all'imminente battaglia contro le forze di Moldaver. Lucy convince Hank a dare a Moldaver il codice che attiva il suo reattore a fusione fredda. Maximus si reca da Lucy e libera suo padre. Hank viene allontanato da Howard dopo che Lucy lo disconosce per le sue azioni. Howard, credendo che la sua famiglia possa essere ancora viva, si offre di guidare Lucy verso est per trovarlo; lei accetta la sua offerta. Maximus assiste all'attivazione del reattore a fusione da parte di Moldaver, che alimenta la città, poco prima che quest'ultima muoia per le ferite riportate. Le forze della Confraternita, vittoriose, ritengono che Maximus sia responsabile della morte di Moldaver e lo acclamano come Cavaliere. Dopo la sua fuga, Hank si trova nel deserto giunto alle luci dell'alba puntando il suo sguardo su una città prebellica ricostruita dopo la guerra: New Vegas.
- Guest star: Sarita Choudhury (Lee Moldaver), Frances Turner (Barb Howard), Michael Esper (Bud Askins), Michael Cristofer (Anziano Quintus), Michael Mulheren (Frederick Sinclair), Rafi Silver (Robert House), James Yaegashi (Leon von Felden), Rebecca Watson (Julia Masters).